# Río Yacones
Le río Yacones est un cours d'eau du nord-ouest de l'Argentine qui coule sur le territoire de la province de Salta. C'est l'affluent principal du río Las Nieves dont il est l'affluent principal. C'est donc un sous-affluent du rio Paraná par le río Las Nieves, le río Mojotoro, le río Lavayén, le río San Francisco, le río Bermejo et enfin par le río Paraguay.

## Géographie
Le río Yacones naît sur les versants nord-ouest du Valle de Lerma, zone déprimée qui court du nord au sud en bordure des plissements élevés des sierras subandines du nord-ouest argentin. Dès sa naissance, la rivière se dirige vers le sud-est. Elle finit par se jeter dans le río Las Nieves en rive droite.
La superficie de son bassin versant est de plus ou moins 40 km2.

## Hydrologie
Le río Yacones a un régime permanent de type pluvio-nival, avec un débit maximal pendant les mois d'été. 

### Hydrométrie - les débits mensuels à la station de l'embouchure
Les débits de la rivière ont été observés sur une période de 14 ans (1947-1961) à la station hydrométrique dite de « l'embouchure dans le Las Nieves » située dans la province de Salta, à quelque 50 kilomètres à l'ouest-nord-ouest de la ville de Salta, et ce pour une superficie prise en compte de 40 km2, soit la totalité du bassin versant du cours d'eau. 
À l'embouchure, le débit annuel moyen ou module observé sur cette période était de 1,22 m3/s,.
La lame d'eau écoulée dans le bassin atteint ainsi le chiffre très élevé de 962 millimètres par an.